# Бондар Володимир Павлович
Володи́мир Па́влович Бо́ндар (нар. 13 липня 1913 — пом. 15 січня 1992) — радянський військовик часів Другої світової війни, командир гармати 1672-го винищувального протитанкового артилерійського полку (18-а армія, 4-й Український фронт), старший сержант. Герой Радянського Союзу (1945).

## Біографія
Народився 13 липня 1913 року в селі Богодарівка, нині — Добровеличківський район Кіровоградської області в бідній селянській родині. Українець. Після закінчення школи працював у місцевому колгоспі, згодом навчався на сільськогосподарському робітфаці в Камишині (Волгоградська область). У 1936 році закінчив Астраханську юридичну школу, працював адвокатом юридичної консультації в Астрахані. У 1941 році закінчив Сталінградську школу зв'язку.
З початком німецько-радянської війни у липні 1941 року призваний Кіровським РВК м. Астрахань. Воював на Західному, Центральному, Калінінському, Воронезькому, 1-у і 4-у Українських фронтах. Був у піхоті: автоматник, помічник командира стрілецького взводу. У липні 1942 року отримав поранення. Після одужання направлений до 1672-го винищувального протитанкового артилерійського полку РГК. Член ВКП(б) з 1943 року. Знову в боях з серпня 1943 року. Брав участь у визволенні Лівобережної України, форсуванні Дніпра та битві за Київ.
У період боїв з 20 по 26 листопада 1943 року в районі сел Озеряни і Старицьке Житомирської області навідник гармати 1-ї батареї рядовий В. П. Бондар брав участь у відбитті кількох танкових атак супротивника чисельністю від 16 до 25 танків кожна. Діючи мужньо і рішуче, швидко і чітко наводив гармату на ворожу техніку, підпалив 3 танки і 1 самохідну гармату. 25 листопада, розгорнувши гармату з маршу, першими ж пострілами підбив танк і автомашину з гарматою та обслугою.
В подальшому брав участь у боях на Західній Україні, Польщі й Чехословаччині.
14 січня 1945 року поблизу села Мокранце командир гармати старший сержант В. П. Бондар, відбиваючи нічну атаку ворожих танків, зпалив 1 середній танк. 16 січня під час масованого наступу супротивника, В. П. Бондар, за відсутності підтримки піхоти, викотив свою гармату з укриття й прямою наводкою розстрілював німецько-угорські війська, що йшли в наступ. Протягом дня відбив 4 контратаки, знищив до 80 солдатів ворога, 2 кулемети і 1 міномет.
Всього за час перебування в 1672-у ВПТАП підпалив 7 танків ворога, в тому числі 2 важких Panzer VI Tiger.
У жовтні 1945 року старший лейтенант В. П. Бондар вийшов у запас. Мешкав у місті Усть-Лабінську Краснодарського краю, працював адвокатом. У 1950 році закінчив Краснодарську партійну школу. Помер 15 січня 1992 року.

## Нагороди
Указом Президії Верховної Ради СРСР від 23 травня 1945 року за зразкове виконання бойових завдань командування на фронті боротьби з німецькими загарбниками та виявлені при цьому відвагу і героїзм, старшому сержантові Бондарю Володимиру Павловичу присвоєне звання Героя Радянського Союзу з врученням ордена Леніна і медалі «Золота Зірка» (№ 8762).
Також був двічі нагороджений орденом Вітчизняної війни 1-го ступеня (03.01.1944, 11.03.1985) і медалями.
У 1961 році відзначений малою Золотою медаллю ВДНГ.